# Samuel Eliot (Geschäftsmann)

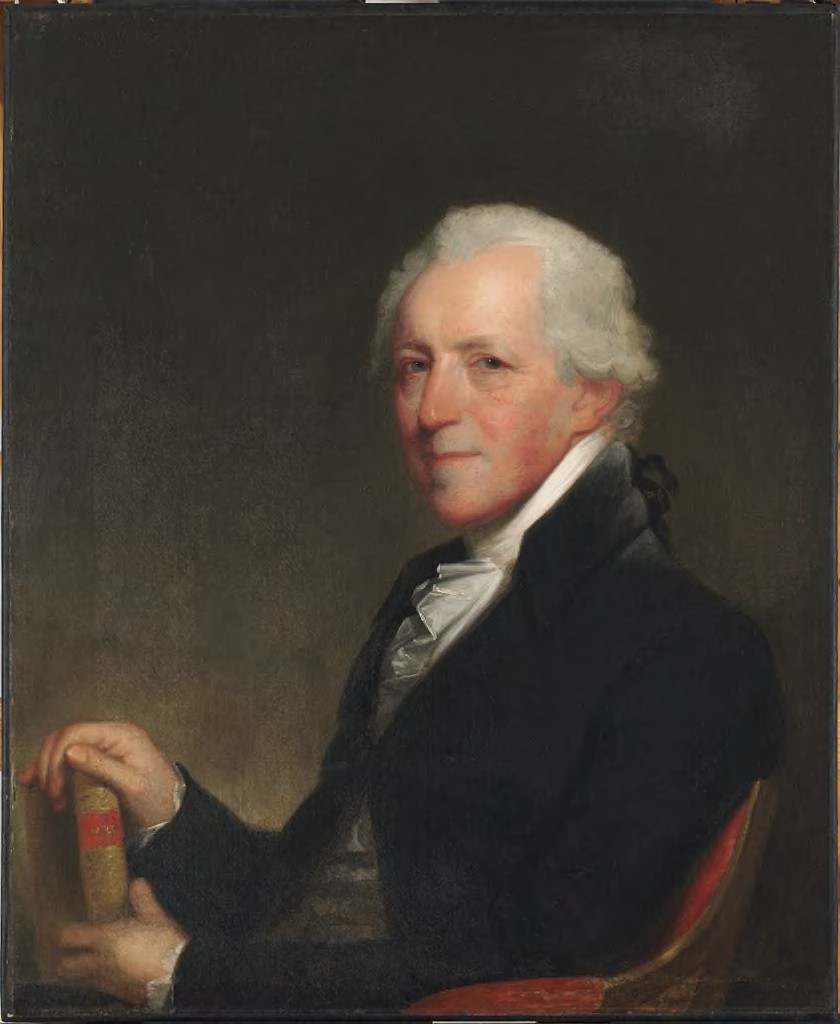
Samuel Eliot

Samuel El(l)iot (* 25. August 1739 in Boston, Province of Massachusetts Bay; † 18. Januar 1820 ebenda) war ein Geschäftsmann und Philanthrop aus Boston, Massachusetts.

## Leben
Samuel Eliots Vater hieß ebenfalls Samuel Eliot und war Buchhändler in Boston. Der Sohn besuchte die Boston Latin School, wo er besonders den Unterricht in klassischem Griechisch genoss. Er erhielt eine kaufmännische Ausbildung unter anderem bei Nathaniel Appleton und wurde erfolgreicher Kaufmann, ab 1769 auf eigene Rechnung. Mit Beginn des Amerikanischen Unabhängigkeitskriegs übersiedelte Eliot kurzfristig nach Marblehead, Massachusetts, kehrte aber bereits im März 1776 nach Boston zurück. Hier erwarb er ein beträchtliches Vermögen. Von 1798 bis 1803 war er Präsident der Bank of Massachusetts.
1814 stiftete er der Harvard University anonym eine Professur für klassisches Griechisch, die erst nach seinem Tod nach ihm benannt wurde. Zehnter und bisher letzter Eliot Professor of Greek Literature war bis 2017 Albert Henrichs. Auch dem Massachusetts General Hospital stiftete Eliot bedeutende Geldsummen. Weitere wohltätige Stiftungen gehen auf Eliot zurück, erfolgten aber in aller Regel anonym.
1768 wurde Eliot in die American Philosophical Society gewählt, 1804 in die Massachusetts Historical Society und 1806 in die American Academy of Arts and Sciences.
Samuel Eliot gehörte zu den sogenannten Boston Brahmins, den einflussreichsten Bostoner Familien. 1765 heiratete er Elizabeth Barrell († 1783), eine Tochter des bekannten Kaufmanns Joseph Barrell. Zwei der drei Kinder aus dieser Ehe starben jung. 1786 heiratete Eliot Catherine Atkins (1758–1829). Aus dieser Ehe gingen sieben Kinder hervor, darunter Samuel Atkins Eliot (1798–1862). Dieser wurde Schatzmeister der Harvard University und Bürgermeister von Boston und vertrat den Bundesstaat Massachusetts im US-Repräsentantenhaus. Dessen Sohn Charles William Eliot war langjähriger Präsident der Harvard University. Das Grab von Samuel Eliot befindet sich auf dem Granary Burying Ground in Boston. Der Wert seines Nachlasses wurde auf 1,2 Millionen US-Dollar geschätzt.